# Fritz Zorn
Fritz Zorn (eigentlich Fritz «Federico» Angst; * 10. April 1944 in Meilen; † 2. November 1976 in Zürich) war ein Schweizer Lehrer und Autor, sein autobiografischer Bericht Mars machte ihn zu einem bekannten Literaten der Achtziger-Bewegung in der Schweiz.

## Leben
Zorn besuchte das Realgymnasium und studierte Portugiesisch, Deutsch und Spanisch an den Universitäten Zürich, Lissabon und Madrid. Er wurde 1971 bei Georges Güntert in Zürich mit einer Dissertation über den portugiesischen Schriftsteller Luís de Sttau Monteiro promoviert und war dann für kurze Zeit Gymnasiallehrer. Zeitlebens litt er an seiner bitter erfahrenen Liebesunfähigkeit und an schweren Depressionen. Er erlebte weder Liebesbeziehungen noch sexuelle Kontakte, was ihn in tiefe innere Konflikte stürzte.
1976 starb Fritz Zorn in Zürich im Alter von 32 Jahren an Krebs.

## «Mars»
In seinem 1977 postum erschienenen autobiografischen Buch Mars macht er die schweizerisch-bürgerliche Umwelt für seine Krebserkrankung (malignes Lymphom) verantwortlich. Das Buch wurde wegen seiner Radikalität und der zum Zeitpunkt der Veröffentlichung zum Lebensgefühl der protestierenden Jugend passenden rebellischen Diktion zu einem Kultbuch der 1980er-Jahre.
Zorn beschreibt in Mars sein (zu) spätes, von der Krankheit ausgelöstes Erschrecken über sein dreissigjähriges «nicht gelebtes» Leben. Seine Krankheit deutet er in einem psychosomatischen Sinn, aber auch als Symptom eines den gesamten gesellschaftlichen Organismus befallenden Degenerationsprozesses. Im Angesicht des nahenden Todes wird ihm klar, dass während seiner zugleich behüteten und kalt-strengen Kindheit in einer wohlhabenden, grossbürgerlichen Familie an der Zürcher Goldküste und hinter der Fassade seiner geradlinigen Berufskarriere für ihn als Menschen fast alles «falsch gelaufen» ist.

## Werke
- Charme und Moral. Die Darstellung der Wirklichkeit bei Luís de Sttau Monteiro. Juris, Zürich 1972 (Dissertation, Universität Zürich, 1971).
- Mars. «Ich bin jung und reich und gebildet; und ich bin unglücklich, neurotisch und allein…» Mit einem Vorwort von Adolf Muschg. Kindler, München 1977, ISBN 3-463-00693-6.
  - Taschenbuchausgabe: Mars. Fischer Taschenbuch, Frankfurt am Main 1979, ISBN 3-596-22202-8.